# 로버트 에드먼드 그랜트

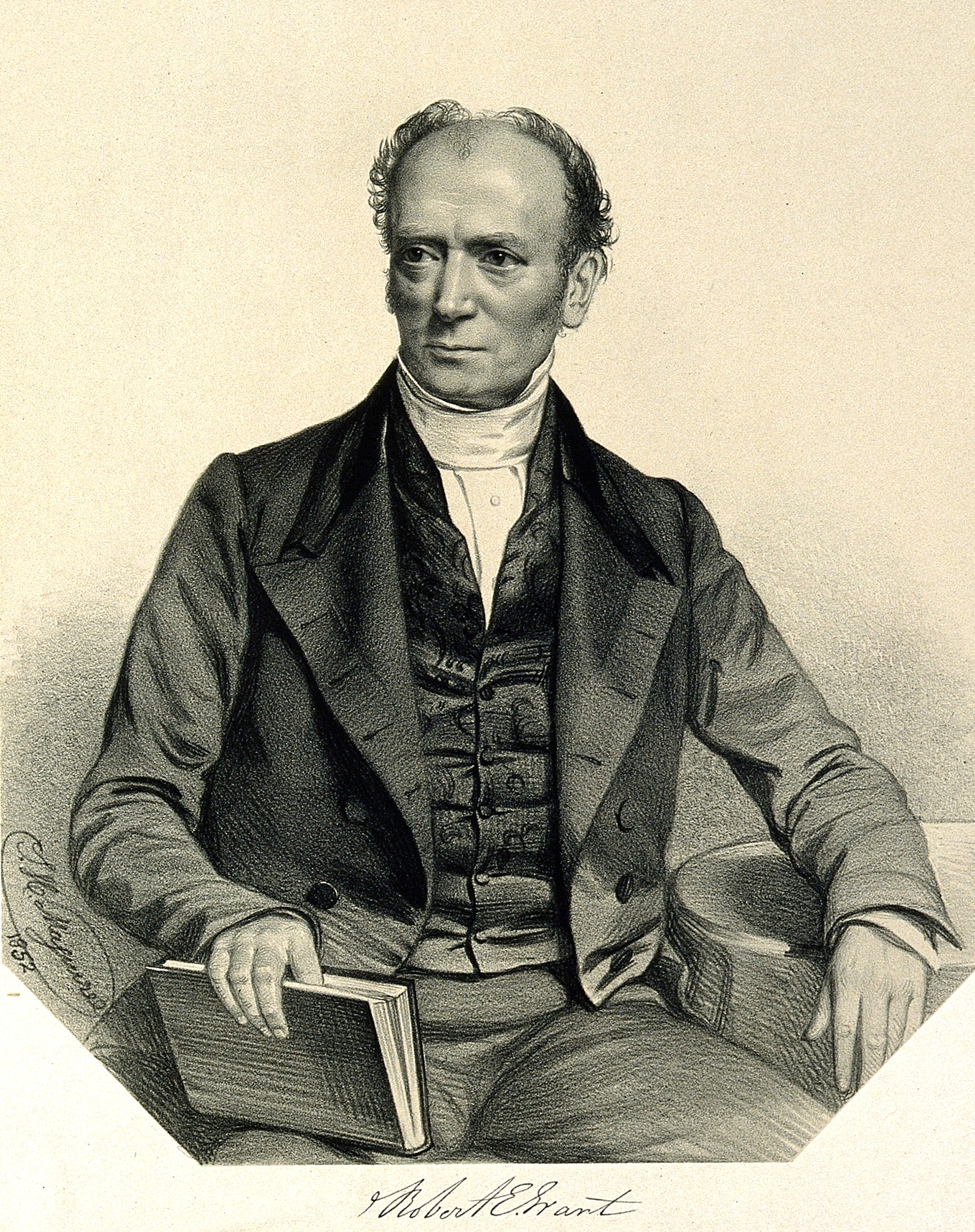
1852년 59세의 그랜트

로버트 에드먼드 그랜트(Robert Edmond Grant MD FRCPEd FRS, 1793년–1874년)는 에딘버러에서 태어나 에딘버러 대학에서 교육을 받고 의사로 졸업했다. 그는 19세기 에딘버러에서 가장 저명한 생물학자 중의 한사람이 되었고, 런던 컬리지 대학 최초의 비교해부학 교수가 되었다. 그는 젊은 찰스 다윈에게 영향을 준 인물로, 또한 진화론에 대한 에티엔 조프루아 생틸레르의 생각을 옹호한 사람으로서도 유명하다.
그랜트는 1836년 FRS로 선출되어 평생동안(1827–1874) UCL 비교해부학 의장으로 지냈다. 1837년 그는 왕립연구소의 생리학(Physiology) 종신교수가 되었고, 1847년에는 UCL 의료진의 학장이 되었다. 1853년에는 영국박물관의 지질학 스위니 강사가 되었다.

## 생애
1814년 에딘버러에서 약학박사 학위를 획득했기 때문에, 해양생물과 무척추동물에 대한 관심으로 인해 약학실습은 포기하고 그의 아버지의 유산으로 생계를 유지한다. 물질론자적 자유로운 사상가로서, 정치적인 급진주의자로서, 그는 나폴레옹 전쟁 이후 영국에서 유행하던 날씨에 대한 파괴적으로 여겨지던 생물학에 대한 사상에 공개적이었다. 그는 이래즈머스 다윈의 《주노미아》를 박사학위 논문에 인용했으며, 그 작품에는 진화론에 대한 사상을 시적인 형태로 소개한 작품이었다. 그랜트는 프랑스와 독일, 이탈리아, 그리고 스위스를 널리 여행하면서, 라마르크의 것과 유사한 진화학적 견해를 공표했던 프랑스의 동물학자 에티엔 조프루아 생틸레르 등과 접촉을 했다.